# なるへやRR
なるへやRR（なるへやダブルアール）とは、エフエム秋田で2015年4月から2017年3月まで放送されていたラジオ番組。放送時間は毎週月曜19:00 - 19:55。

## 概要
「この番組はアニメ、漫画、ゲーム、インターネット等々、なるべくお部屋で快適に過ごすことを目的とした総合indoor番組です」という古谷昌之の挨拶から始まる。基本的に生放送番組である。
古谷昌之と石塚公評（イシコウ）の悪ふざけトークが基本である。古谷が言葉を噛んだ時は、石塚がその語句をかいつまむやり方で弄る。
番組内での楽曲は基本的にアニソンである。
番組開始当初は、二人がそれぞれ持ち寄ったCDのどちらをかけるかジャンケンで決めていたが、古谷の負けが続いた為にBGMは固定のものになった（現在は『ガールズ&パンツァー』のオリジナルサウンドトラック）。
番組公式のツイッターアカウントはリクエスト承認されたアカウント以外は閲覧が不可能な「閉鎖型番組公式アカウント」である。リクエスト承認希望の人は番組宛てのメールに自身のツイッターアカウント名を添えて投稿し、メールが読まれると承認されるシステムである。このシステムは現在もあまり認知されていない為、フォロワー数は伸び悩んでいる。2015年12月28日の放送で石塚が「伸び悩んでるのは鍵付きだからだよ!」。
番組はエフエム秋田本社の第2スタジオから生放送を行っている。この番組の為に新調した遮光カーテンが閉められていて観覧は不可能。局内で一番狭いスタジオなので、落ち着くとのこと（開局30周年記念番組が終わって、次の回の放送にて）。
なるへやRRの「RR」の意味は特になく、単にかっこいいタイトルをつけたかったから（2016年2月1日「Foreverヤング」にて石塚のコメント）｡

## 出演者
- 古谷昌之
- 石塚公評（イシコウさん）

## 番組タイムテーブル
- 19:00 - オープニング
  - 2015年10月より、冒頭にのみCMが入るようになった。古谷と石塚の挨拶から番組が始まる。オープニングBGMが2周以上するまでオープニングトークをするのが暗黙の習慣になっている。約8分ぐらいはかかる。
- 19:08頃 - 1床ドン「なるアニのコーナー」、3床ドン「なるゲーのコーナー」
  - 二人がなるべくアニメやゲームの話をするコーナー
- 19:24頃 - 4床ドン「ハッピーバースデー嫁」
  - 放送日当日から、翌日曜日までに誕生日を迎える女性声優を祝うコーナー
- 19:32頃 - 「なるオク」
  - 秋田市山王「コレクションハウス アクセス」協力、なるべく人に任せてオークションしたい！のコーナー。
- 19:46頃 - 7床ドン「なるメー」
  - 二人がなるべくメールを紹介するコーナー
- 19:51分頃 - エンディングトーク
  - 番組的マンスリーソングがあり、イシコウさんが選んだアイドルソングが流れる。そして、「おやすみなさーい」の挨拶で番組終了。
  - ちなみに、「床ドン」の由来は、引きこもりの人が2階から床を叩いて下の階の家族に意思表示をすることを想定して付けられた。

## 番組にまつわるエピソード
- 古谷が番組冒頭の挨拶で、エフエム秋田でも放送されているJFNの番組「OH! HAPPY MORNING」の蒲田健のモノマネで入ったことがあった。石塚もそれに追従する形で「小林千鶴です」などと返していた。これは、OH! HAPPY MORNINGにツイートされていた。石塚がJFNの番組「デイリーフライヤー」の井門宗之のモノマネもした。「ジャパネットたかたのオノムラさーん!」）。
- 古谷がしたモノマネとして、蒲田健、福山雅治と、サザエさんのイクラちゃん、「イシコウこと石塚公評です」（2015年12月7日の放送で、番組冒頭の挨拶）。
- 石塚の珍言として、「後輩風」、「コキュウ」（高校野球を短縮して）、「とんかつなら今、俺の部屋で寝てるし」、「カンダイ（寛大）と読んでイシコウ」。モノマネとして、「エフエム秋田の古谷昌之です」（2015年12月7日の放送で、番組冒頭の挨拶）
- 2015年8月31日の放送で「涼宮ハルヒの憂鬱」のエンドレスエイトを再現したエンドレスメールコーナーをやるが、4回目で挫折した。
- この番組は基本的に古谷、石塚による進行であるが、2015年12月14日（ゲスト：草階亮一）のようにゲストが加わることもある。この日は珍しくゲームネタを取り上げ、ドラゴンクエストの呪いの音やスペランカーの死の音で石塚をいじっていた。